# MLBネットワーク
MLBネットワーク（MLB Network）はメジャーリーグベースボール（MLB）の専門チャンネルである。2009年1月1日に開局した。

## 概要
MLBネットワークのスタジオは、MSNBCのスタジオがあったニュージャージー州セコーカス。保有するのは大リーグ機構、コムキャスト、ディレクTV、タイム・ワーナー、コックス・コミュニケーションズで、視聴世帯数は5000万世帯になる。

## スタジオ
2009 年以来、メジャーリーグ ベースボール ネットワークはニュージャージー州セコーカスに拠点を開設しています。基地にはベーブ・ルースを称えるスタジオ 3、ジャッキー・ロビンソンにちなんだスタジオ 42 など、殿堂入りした選手を称える 4 つの主要スタジオがあります。基地の中央の部屋はドラフトのメインエリアとして機能し、ゲスト用の座席が 125 席あります。
同ネットワークは当初、2011年にマンハッタンのハーレム地区に追加の拠点を設ける予定だったが、不況が続いたため実現には至らなかった。
2015年、同ネットワークはナショナルホッケーリーグの株主の一部が以前立っていた場所に新たな拠点を設立した。
2025年に同ネットワークは、ニュージャージー州エルムウッドパークに1億ドルの建設予算で新しいスタジオを建設すると発表した。この建物は州間高速道路80号線の61番出口の近くにあり、かつてはマーカルという歴史ある製紙工場があった場所だが、2019年に大規模な火災で全焼した。

## 主な番組
- メジャーリーグ中継（主に木曜日夜の試合）
- ハイライト番組や過去の名勝負など
- ワールド・ベースボール・クラシック（2013年以降）